# جيمي فلين
جيمي فلين (بالإنجليزية: Jimmy Flynn)‏ هو لاعب اتحاد الرغبي أسترالي، ولد في 23 يونيو 1894 في بريزبان في أستراليا، وتوفي في 1965 في أستراليا.